# خالکوبی گل سرخ
برای فیلمی به همین نام خالکوبی گل سرخ (فیلم) را ببینید. 
خالکوبی گل سرخ (به انگلیسی: The Rose Tattoo) نمایشنامه‌ای‌ست در سه پرده که تنسی ویلیامز در سالهای ۱۹۴۹ و ۱۹۵۰ نوشته‌است. این نمایشنامه اولین بار در ۲۹ دسامبر ۱۹۵۰ در شیکاگو به اجرا درآمد، ویلیامز اصلاحاتی روی متن اعمال کرد و متن بازنگری‌شده در تاریخ ۲ فوریه ۱۹۵۱ در برادوی روی صحنه رفت و نمایشنامه آن از سوی New Directions یک ماه بعد منتشر شد.
در سال ۱۹۵۵ فیلمی نیز بر اساس این نمایشنامه ساخته شد. خالکوبی گل سرخ داستان زن بیوه ایتالیایی-آمریکایی را روایت می‌کند که در می‌سی‌سی‌پی زندگی می‌کند. او پس از مرگ شوهرش از زندگی دست شسته و انتظار دارد دخترش نیز همین کار را انجام دهد.
این کتاب با ترجمه قدسی قاضی نور در سال ۱۳۸۱ از سوی انتشارات نگاه و با ترجمه مرجان بخت مینو، در سال ۱۳۸۲ از سوی انتشارات مینو به فارسی منتشر شده‌است.

## تولید

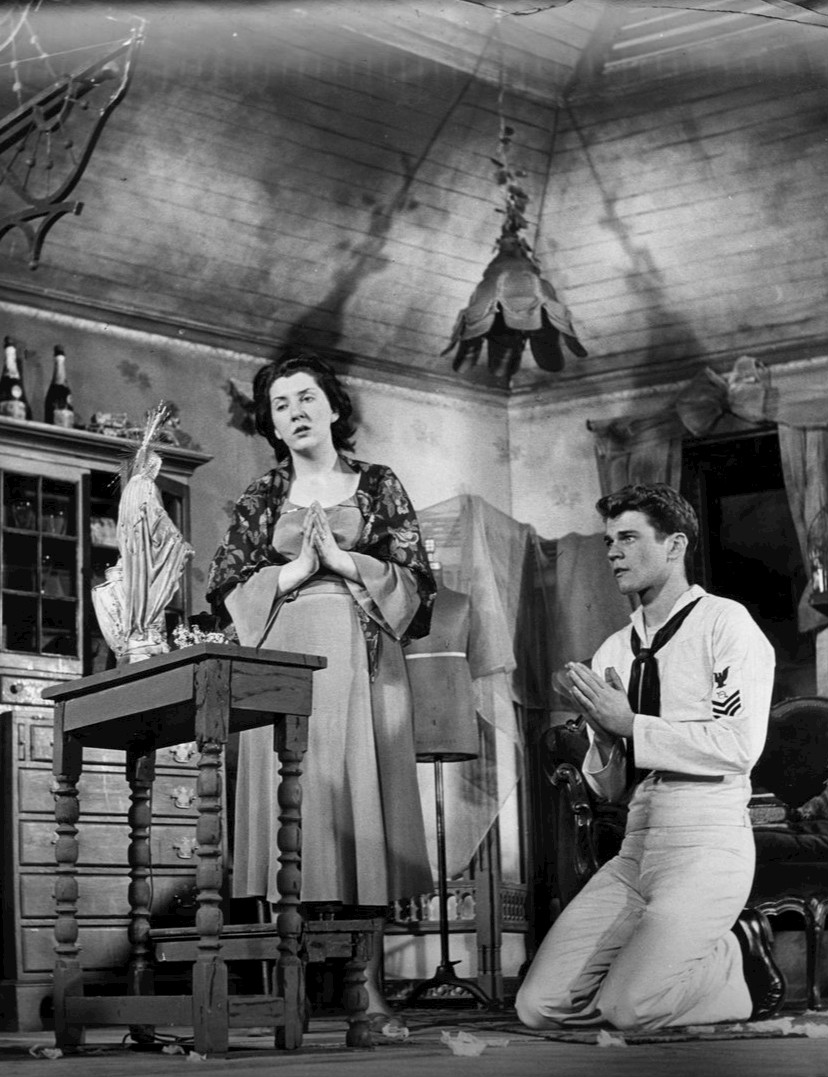
مورین استیپلتون و دان مری، ۱۹۵۱

در اجرای اصلی در برادوی ستاره‌هایی نظیر مورین استیپلتون، فیلیس لاو و ایلای والاک در نقش‌های اصلی بازی کردند. سایر بازیگران اجرای ۱۹۵۱ برادوی مارتین بالسام و ویوین نیتن بودند. نمایش از سوم فوریه ۱۹۵۱ در تئاتر مارتین بک (که اکنون با نام تئاتر ال هیرشفلد شناخته می‌شود) به روی صحنه رفت و پس از ۳۰۶ اجرا، در ۲۷ اکتبر ۱۹۵۱، به پایان رسید. سایر عوامل این نمایش عبارت بودند از: شریل کرافورد (تهیه‌کننده)، تنسی ویلیامز (نویسنده)، دیوید دیاموند (سازندهٔ موسیقی متن)، دنیل مان (کارگردان)، بوریس آرونسون (طراح صحنه، رز بوگادنوف (طراح لباس، چارلز السون (طراح نور)، جان یورک (مدیر اجرایی)، رالف د لاونی (مدیر صحنه)، نتی دروژینسکی (رهبر ارکستر و نوازنده چنگ)، مایکل دانزی، جک لینکس و فرانک کوتاک (سایر نوازندگان)، بیا لاورن (دستیار تولید)، و وولف کافمن (روابط عمومی). در ۵ ژوئیه ۱۹۵۳، نسخهٔ رادیویی اجرای ۱۹۵۱، با صداپیشگی بازیگران اصلی، در برنامه بهترین‌های تئاتر پخش شد. فایل صوتی این اجرا در بایگانی‌ها و مجموعه‌های خصوصی موجود است.
خالکوبی گل سرخ در سال ۱۹۶۶ بار دیگر به روی صحنه رفت و مورین استیپلتون مجدداْ در نقش اصلی ظاهر شد و ماریا توچی، به جای فیلیس لاو نقش رز دلا رز را بازی کرد و نامزد دریافت جایزه تونی نیز شد. این نمایش از ۹ نوامبر تا ۳۱ دسامبر در تئاتر بیلی رز (که اکنون با نام تئاتر نیدرلاندر شناخته می‌شود) به کارگردانی میلتون کاتسلاس به مدت ۶۲ شب اجرا شد. سایر عوامل این نمایش عبارت بودند از: دیوید آر «تکس» بالو (طراح صحنه)، فرانک تامپسون (طراح لباس)، پگی کلارک (طراح نور)، ری لین (مدیر صحنه)، و آرتور کنتور و آرتی سولومون (روابط عمومی).
در سال ۱۹۹۵، خالکوبی گل سرخ بار دیگر در تئاتر سیرکل این د اسکوئر، از ۲۳ مارس تا ۳۰ آوریل، به مدت ۷۳ شب روی صحنه رفت. کارگردان نمایش رابرت فالز و بازیگران اصلی آنتونی لاپالیا و مرسدس روئل بودند. کار انتخاب بازیگر را استوارت هوارد و امی شکتر انجام دادند و سانتو لوکاستو طراحی صحنه، کاترین زوبر طراحی لباس، کنت پوسنر طراحی نور، جان کیلگور طراحی صدا، کلاوس لولا طراحی گریم و جان اچیسون کار طراحی و تهیهٔ کلاه‌گیس بازیگران را بر عهده داشت. مدیر اجرایی نمایش دان رو، مشاور گوردون جی. فوربس، مدیر صحنه پگی پترسون، دستیار صحنه دبلیو ام. هر و مربی فن بیان کی سی لیگون بود.
در سال ۲۰۱۰،انتشارات نیودایرکشنز، چاپ جدیدی از نمایشنامهٔ ویلیامز را با مقدمه‌ای از جان پاتریک شنلی روانهٔ بازار کرد.
سومین اجرای برادوی خالکوبی گل سرخ با بازی مریسا تومی (برندهٔ اسکار) در نقش سرافینا، ایمان الیوت در نقش آلوارو مانجاکاوالو، و کارگردانی تریپ کولمن در تئاتر ایرلاینز در ۱۹ سپتامبر ۲۰۱۹ روی صحنه رفت. اجرای رسمی از ۱۵ اکتبر آغاز شد.

## جنجال
در ۱۲ مه ۱۹۵۷، اولین جشنوارهٔ تئاتر بین‌المللی دوبلین، با نمایش خالکوبی گل سرخ افتتاح شد. تهیه‌کنندگان این نمایش، کرولین سویفت و آلن سیمپسون زن و شوهری بودند که تئاتری کوچک به نام پایک را اداره می‌کردند. پایک در محافل هنری و روشنفکری دوبلین ارج و قربی داشت. در اجرای دوبلین خالکوبی گل سرخ، نقش سرافینا را آنا ماناهان بازی می‌کرد و طراحی صحنه، بر عهدهٔ طراح ایرلندی، رجینال گری، بود. نمایش مورد تحسین منتقدان واقع شد اما پس از چند شب اجرا توقیف شد. ماجرا از این قرار بود که در صحنه‌ای از نمایشنامهٔ ویلیامز بنا بود یک کاندوم از جیب یکی از بازیگران به زمین بیفتد. اما کاندوم در آن زمان در ایرلند غیرقانونی بود، به همین دلیل یک تکه کاغذ جایگزین آن شد. اما این ترفند هم کارساز نیفتاد و پلیس ایرلند آلن سیمپسون را به دلیل آنچه تولید «یک اثر بی‌شرمانه» نامیدند دستگیر کرد.توقیف خالکوبی گل سرخ به اعتراضات روشنفکری گسترده‌ای منجر شد که از مرزهای ایرلند فراتر رفت. رهبری این اعتراضات را نمایشنامه‌نویسانی چون ساموئل بکت، شان اوکیسی و برندان بهان بر عهده داشتند. آلن سیمپسون آزاد شد و دادگاه پس از یک سال بررسی در نهایت رأی به بی‌گناهی او داد، اما یک سال کش و قوس در دستگاه قضایی به قیمت از رونق افتادن تئاتر پایک و مشکلاتی در زندگی زناشویی سویفت و سیمپسون تمام شد. قاضی پرونده، اوفلین، حکم داد: «استنباط من این است که [پلیس] با دستگیری متهم، به هدف خود که تعطیلی نمایش بوده دست یافته‌است.» یکی از نتایج این پرونده این بود که هر اتهامی که از سوی هر گروهی متوجه یک اثر نمایشی شود، باید ابتدا در دادگاه به اثبات برسد و تنها با رای دادگاه نمایش توقیف می‌شود.

## بازیگران

### ۱۹۵۱ اجرای اصلی در برادوی
- مورین استیپلتون - سرافینا دلا رز
- ایلای والاک - آلوارو مانجاکاوالو
- مارتین بالسام - مرد
- دیزی بلمور - استرگا (جادوگر)
- رابرت کاریکارت - پدر دی لئو
- اندرو داگن - دکتر
- نانسی فرانکلین - ترزا
- جین هافمن - فلورا
- ادی هاینز - فروشنده
- دوریت کلتون - خانم یورک
- فیلیس لاو- رزا دلا رز
- آگوستا مریگی - پپینا
- سال مینئو - سالواتوره
- دان مری - جک هانتر
- ویوین نیتن - ویولتا
- جودی راتنر - ویوی
- روسانا سن مارکو - جوزپینا
- پنی سنتون - ماریلا
- سونیا سورل - استل اوهنگارتن
- دیوید استوارت - مرد
- فلورانس ساندستروم - بسی
- سالواتوره تائورمینا - برونو
- لودمیلا تورتزکا - آسونتا

### اجرای ۱۹۶۶
- هری گواردینو - آلوارو مانجاکاوالو
- مورین استیپلتون - سرافینا دلا رز
- جو فلورس چیس - پپینا
- النا کریستی - ویوی
- جینا کالنز - فلورا
- پیتر فلازون - برونو
- ال ام گیبسونز - فروشنده
- مارسی هوبرت - استل اوهنگارتن
- آنا برگر مالاتسکی - ماریلا
- جوآنا ساندرا مالاتسکی - کودک
- سوزان کارول مالاتسکی - کودک
- روت منینگ - ویولتا
- کوین اوموریسون - دکتر
- پگی پوپ - بسی
- دوروتی ریموند - جیوانا
- سونی روکو - سالواتور
- هانی سندرز - ترزا
- جورجیا سیمونز - استرگا (جادوگر)
- دینو ترانوا - پدر دی لئو
- گلوریا توفانو - لوسیا
- باربارا تاونزند - خانم یورک
- فیلیس لاو- رزا دلا رز (ماریا توچی جایگزین شد)
- نینا وارلا - آسونتا
- رزتا ونزیانی - جوزپینا
- کریستوفر واکن - جک هانتر

### اجرای ۱۹۹۵
- آنتونی لاپالیا - آلوارو مانجاکاوالو
- مرسدس روئل - سرافینا دلا رز
- جکی آنجلسکو - ویوی
- ایلین برومکا - ماریلا
- کارا بوینو - رزا دلا رز
- کاترین کمپبل - فلورا
- دیلن چلفی - جک هانتر
- دومینیک کیانزه - پدر دی لئو
- سوزان گرودنر - پپینا
- دبورا جالی - استل اوهنگارتن
- فیلیپ لسترنج - پزشک / فروشنده
- کرول لوکاتل - جوزپینا
- آنتونی مانگانیلو - سالواتوره
- آنتونیا ری - آسونتا
- ایرما سنت پائوله - استرگا (جادوگر)
- الی توبی - خانم یورک
- فیدل ویراکولا - ویولتا
- کی والبی - بسی

### اجرای ۲۰۱۹
- مریسا تومی - سرافینا دلا رز
- ایمان الیوت -آلوارو مانجاکاوالو
- کیسی بک - خانم یورک
- کرولین مینینی - آسونتا
- گرگ هیلدرت - فروشنده
- پیج گیلبرت - بسی
- الکساندر بلو - سالواتوره
- تینا بنکو - استل اوهنگارتن
- سوزان چلا - جوزپینا
- ایزابلا یانلی - ویوی
- آندره‌آ بورنز - پپینا
- الین مری مارش - ویولتا
- پورتیا - فلورا
- الا روبین - رزا دلا رز
- جنیفر سانچز - ماریلا
- کنستانس شولمن - استرگا (جادوگر)
- برک سوانسون - جک
- جیکوب مایکل لاوال - برونو

## اقتباس سینمایی
نسخهٔ سینمایی خالکوبی گل سرخ، در سال ۱۹۵۵، به کارگردانی دنیل من و با بازی آنا مانیانی و برت لنکستر ساخته شد.  مانیانی به خاطر بازی در این فیلم جایزه اسکار را از آن خود کرد.

## جوایز

### ۱۹۵۱ تولید اصلی برادوی
| سال  | جایزه             | دسته‌بندی          | نامزد           | نتیجه | منبع   |
| ---- | ----------------- | ----------------- | --------------- | ----- | ------ |
| ۱۹۵۱ | جایزه جهانی تئاتر |                   | مورین استیپلتون | برنده | [ ۱۳ ] |
| ۱۹۵۱ | جایزه جهانی تئاتر |                   | ایلای والاک     | برنده | [ ۱۳ ] |
| ۱۹۵۱ | جایزه تونی        | بهترین نمایش      | بهترین نمایش    | برنده | [ ۱۴ ] |
| ۱۹۵۱ | جایزه تونی        | بهترین بازیگر مرد | ایلای والاک     | برنده | [ ۱۴ ] |
| ۱۹۵۱ | جایزه تونی        | بهترین بازیگر زن  | مورین استیپلتون | برنده | [ ۱۴ ] |
| ۱۹۵۱ | جایزه تونی        | بهترین طراحی صحنه | بوریس آرونسون   | برنده | [ ۱۴ ] |

### اجرای ۱۹۶۶
| سال  | جایزه             | دسته‌بندی                 | نامزد         | نتیجه    | منبع   |
| ---- | ----------------- | ------------------------ | ------------- | -------- | ------ |
| ۱۹۶۷ | جایزه تونی        | بهترین بازیگر نقش اول زن | ماریا توچی    | نامزدشده | [ ۱۵ ] |
| ۱۹۶۷ | جایزه جهانی تئاتر |                          | کریستوفر واکن | برنده    | [ ۱۳ ] |

### اجرای ۱۹۹۵
| سال  | جایزه             | دسته‌بندی                       | نامزد                               | نتیجه    | منبع   |
| ---- | ----------------- | ------------------------------ | ----------------------------------- | -------- | ------ |
| ۱۹۹۵ | جایزه دراما دسک   | بهترین بازیگر نقش اول زن       | مرسدس روئل                          | نامزدشده | [ ۱۶ ] |
| ۱۹۹۵ | جایزه دراما دسک   | بهترین بازیگر نقش مکمل مرد     | آنتونی لاپالیا                      | نامزدشده | [ ۱۷ ] |
| ۱۹۹۵ | جایزه تونی        | بهترین اجرای مجدد یک نمایشنامه | تهیه‌کننده: تئاتر سیرکل این د اسکوئر | نامزدشده | [ ۱۸ ] |
| ۱۹۹۵ | جایزه جهانی تئاتر |                                | آنتونی لاپالیا                      | برنده    | [ ۱۳ ] |